# ماكلارين فلينت
ماكلارين فلينت (بالإنجليزية: McLaren Flint) هو مستشفى تعليمي غير ربحي يحتوي على  378 سريرا، يقع في فلينت بولاية ميشيغان.  مستشفى ماكلارين وبالتعاون مع  جامعة ولاية ميشيغان كلية الطب البشري يحتوي على برامج الإقامة الطبية التالية: طب الأسرة، الطب الباطني، الجراحة العامة، جراحة العظام، والأشعة 0 ماكلارين أيضا يحتوي على برنامج الزمالة في تخصص أمراض الدم والأورام السرطانية  بالشراكة مع جامعة ولاية ميشيغان كما ويحتوي على برنامج زمالة في جراحة الأورام.ماكلارين فلينت هو منشأة تابعة لمؤسسة ماكلارين للرعاية الصحية.

## نظرة عامة
المستشفى مصنف من قبل منظمات مختلفة مثل بلو كروس بلو شيلد (بالإنجليزية:Blue Cross Blue Shield) و ASBMS  كـ «مركز متميز» في الخدمات التالية:
برنامج القلب والأوعية الدموية: معتمد من قبل بلو كروس بلو شيلد ميشيغان بمثابة مركز قلب متميز. ماكلارين يقدم مجموعة واسعة من القدرات التشخيصة المتعلقة بأمراض القلب بما في ذلك تخطيط صدى القلب ثلاثي الأبعاد والتصوير الطبقي المحوري للقلب. يقوم الأطباء المتخصصون بإجراء عمليات قسطرية للقلب طفيقة التوغل (minimally invasive) مثل قسطرة رأب الوعاء, القسطرة لأغراض معالجة كهربائية القلب، وقسطرة لتركيب الدعامات. جراحو الأوعية الدموية الموظفون يشاركون بنشاط في البحوث الطبية وهم من بين مجموعة مختارة للمشاركة في التجارب السريرية المتعلقة بتركيب دعامات للشريان السباتي .أخصائي جراحة القلب والصدر الموظفين يقومون بعمل جراحات القلب المفتوحة والعمليات طفيفة التدخل. بعض العمليات يتم تنفيذها بمساعدة منظومة دا فينشي للجراحة الروبوتية الذي يعزز الرؤية والمهارة الجراحية. بالإضافة إلى تقديم خدمة تركيب  جهاز منظم ضربات القلب و توفر برامج إعادة التأهيل القلبي.
جراحة العظام: برنامج ماكلارين فلينت لجراحة العظام يقوم بتنفيذ الآلاف من عمليات الترميم على الوركين، الركبتين, وغيرها من المفاصل الرئيسية في الجسم. وباعتبار ماكلارين فلينت مركز للبحث والتدريس، فإن ماكلارين فلينت تشارك في الدراسات التابعة  لإدارة الغذاء والدواء، وتعمل بشكل وثيق مع الشركات المصنعة للأجهزة المستخدمة في جراحة العظام في سبيل إكمال وتقييم إجراءات مبتكرة في عمليات العظام والمفاصل. Joint Express هو برنامج خاص للمرضى اللذين قاموا بعمليات لإستبدال مفصل الركبة أو الورك، للتأكيد على تعليم المريض والتسريع في وقت شفاؤه.
إعادة التأهيل: أخصائي إعادة التأهيل تشمل مجموعة واسعة من التخصصات مثل العلاج الطبيعي والوظيفي وعلاج النطق والسمع، والعلاج بالترفيه، وأخصائي الطب الطبيعي وإعادة التأهيل وغيرهم من الأطباء وعلماء النفس، وأطباء الأمراض النفسية والعصبية، واِخْتِصاصِيُّوا البِدْلِيَّات والمقاويم.
علاج السرطان: معهد البحيرات العظمى للسرطان (The Great Lakes Cancer Institute) في ماكلارين فلينت يوفر العلاجات المتقدمة في علاج الأورام بالإشعاع، والأدوية (الكيماوي)، و الجراحة. برنامج السرطان حصل على ثلاث سنوات من اعتماد الكلية الأمريكية الجراحين (ACOS)- لجنة السرطان.
الرعاية بأمراض الكلى : المستشفى يتشارك مع شركة Reliant Renal Care  في تشخيص وعلاج اضطرابات الكلى. العلاج في مركز الكلى يشمل غسيل الكلى، التعليم, مجموعات دعم المرضى، الاستشارة الغذائية والإرشاد النفسي. المرضى الذين يحتاجون إلى غسيل كلى فوري يتم ادخالهم إلى المستشفى، حيث يتكون الغسيل محوسب بالكامل في وحدة متخصصة بالغسيل الفوري والطارئ مع إمكانية مراقبة القلب.
الأعصاب: الأطباء المتخصصين في طب الأعصاب وجراحة المخ والأعصاب يقومون بتوفير نطاق كامل من خدمات علم الأعصاب. برنامج ماكلارين لجراحة المخ والأعصاب يعمل أيضا بالتعاون مع علاج الأورام بالإشعاع في تقديم الجراحة الشعاعية لعلاج السرطانات والجروح سواء كانت موجودة في الجمجمة أو خارج الجمجمة.
رعاية العمود الفقري : برنامج ماكلارين للعمود الفقري تم تصميمه ليتمحور حول مهمة تحسين وظيفة العمود الفقري، تخفيف الألم وتحسين نوعية الحياة للأشخاص الذين يعانون من مشاكل العمود الفقري.
الولادة وصحة المرأة – من أبرز الخدمات المقدمة للمرأة: مكان للولادة في فلينت والذي يضم 14من الأجنحة الكاملة للولادة   (LDRP )، غرفة لرعاية الحوامل، جناح جراحي لعملايات الولادة القيصرية، وأربع غرفة للعناية ما بعد الولادة. برنامج ماكلارين هو الوحيد الذي يوفر شهادة معتمدة في التمريض والقبالة في مقاطعة جينيسي. وتوفر المستشفى أيضا وحدة متخصصة للنقاهة  بعد العمليات الجراحية النسائية.
الإصابات وخدمات الطوارئ: تتميز بوجود أطباء طوارئ متخصصين وتوفير خدمات الأشعة ل 35 سرير طوارئ وثلاث غرف مخصصة للإصابات . و للأمراض والإصابات الأقل خطورة  يوجد خدمة المسار السريع والتي تقع داخل قسم الطوارئ.
الصحة السلوكية: مركز ماكلارين للصحة السلوكية يوفر 34 سرير لمرضى الصحة العقلية المدخليين في المستشفى فضلا عن برامج الإدخال الجزئي للكبار والمراهقين  و خدمات العيادات الخارجية الواقعة في مركز جسر البلوط (Oak Bridge Center) في مدينة بلدة فلينت.
الخدمات الجراحية: الخدمات الجراحية تعززت في عام 2005 مع إدخال منظومة دا فينشي للجراحة الروبوتية. تطبيقات الجراحة الروبوتية التي أجريت في ماكلارين تشمل استئصال البروستات، وبعض العمليات في القلب والجراحة النسائية مثل استئصال الرحم، وجراحات علاج البدانة، وبعض العمليات الجراحية العامة.
معهد طب السمنة : معهد ماكلارين للعلاج السمنة مصنف كمركز متميز في جراحات علاج السمنة من قبل الجمعية الأمريكية لجراحات السمنة والتمثيل الغذائي. الخيارات الجراحية المتوفرة تشمل عمليات ربط المعدة بالمنظار، وإجراء عملية المجازة المعدية (Roux-en-Y)  سواء بالمنطار أو عن طريق فتح البطن.

## التاريخ
جذور مستشفى ماكلارين فلينت في مجتمع فلينت تعود إلى عام 1919 ، عندما تم دمج 10 غرف في مستشفى الولادة كمستشفى للنساء. الموجود في شارع هاريسون 808 (808 Harrison Street).المستشفى ركزَ على الرعاية الصحية للنساء والأطفال.الدكتورة لوسي إليوت (Lucy Elliott) بدأت المستشفى مع الممرضة ليليان جيرارد (Lillian Girard).
بحلول منتصف عام 1920 ، أصبح مستشفى النساء بالفعل قد تعدى القدرة الإستيعابية له. في شارع لابير رقم 1900 (1900 Lapeer Street) في فلينت كان هناك منزل كبير على ستة فدادين من الأرض . تم إعادة تشكيل المنزل وفتح للمرضى في حزيران / يونيه 1923 مع 29 غرفة. في عام 1924 ، بدأت مارغريت ماكلارين حياتها المهنية بوصفها مدير مستشفى النساء- لتمتد في هذه المهنة لأكثر من 30 عاما.ويحلول عام 1925 ، واجه المستشفى مشكلة القدرة الإستيعابية مرة أخرى. فتم الانتهاء من إضافة جناح جديد في الناحية الشمالية في عام 1926 ، ليصل عدد غرف المرضى إلى 40. وفي عام 1928 ، حصل مستشفى النساء على الاعتماد من قبل الكلية الأمريكية للجراحين والجمعية الطبية الأمريكية.
بعد الحصول على 2.5 مليون دولار على شكل تعهدات من المجتمع خلال 1940s،تم إنشاء مستشفى جديد بسعة 203- سرير باسم مستشفى ماكلارين العام في 12 سبتمبر 1951. يقع المستشفى على الطريق السريع: 401 جنوب بلانجير (401 S. Ballenger Highway) في مدينة فلينت. بعد الانتهاء من بناء برج رعاية المرضى الجديد تغير اسم المستشفى إلى مركز ماكلارين الإقليمي الطبي في عام 1990.
في العقود اللاحقة، قامت ماكلارين بالإستيلاء على عدة  مستشفيات في باي سيتي، لابير وفي غيرها من المناطق، ماونت كليمنس ولانسنغ ، مشكلة  مؤسسة ماكلارين للرعاية الصحية. ‏ ولوجود عدة المستشفيات تتاشرك اسم ماكلارين تم اختصار اسم المستشفى في عام 2012 ، ليصبح ماكلارين فلينت.